# Ekaterina Jur'eva
Ekaterina Valer'evna Jur'eva (in russo Екатерина Валерьевна Юрьева?; Čajkovskij, 11 giugno 1983) è un'ex biatleta russa.
Nelle liste IBU è registrata come Ekaterina Iourieva.

## Biografia

### Stagioni 2002-2008
Ekaterina Jur'eva, originaria di Čajkovskij e attiva dalla stagione 2001-2002, ai Mondiali juniores di Alta Moriana 2004 ha vinto la medaglia d'argento nella staffetta;  ha esordito in Coppa del Mondo il 19 gennaio 2005 nell'individuale di Anterselva (43ª) e ai Campionati mondiali ad Anterselva 2007, dove si è classificata 7ª nell'individuale, 5ª nella partenza in linea e 7ª nella staffetta.

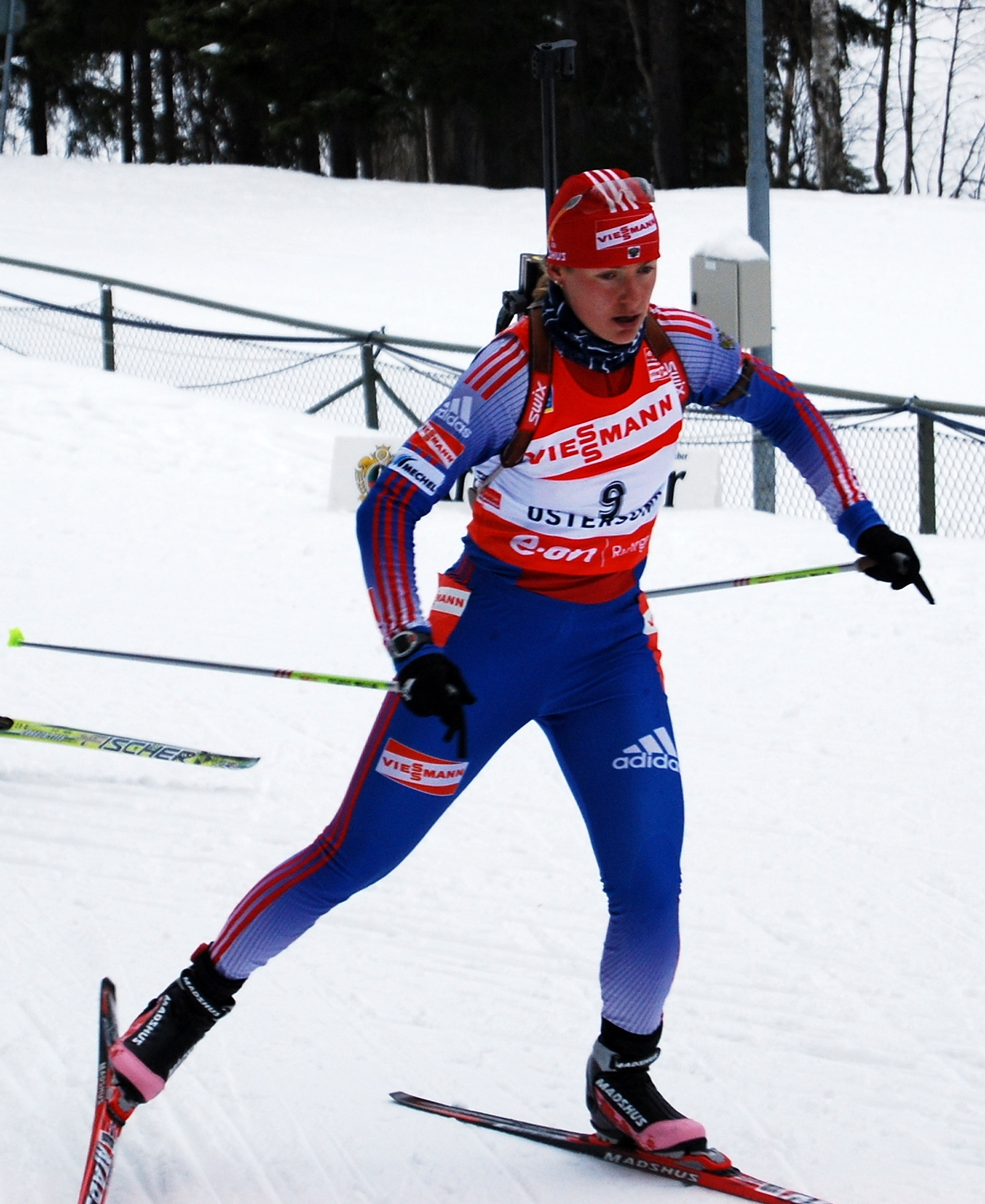
Ekaterina Jur'eva in gara ai Mondiali di Östersund 2008

In Coppa del Mondo ha conquistato il primo podio il 2 marzo 2007 nella sprint di Lahti (3ª), l'unica vittoria il 13 dicembre dello stesso anno nell'individuale di Pokljuka e l'ultimo podio il 9 gennaio 2008 a Ruhpolding in staffetta (3ª); ai successivi Mondiali di Östersund 2008, sua ultima presenza iridata, ha conquistato la medaglia d'oro nell'individuale, quella d'argento nell'inseguimento, quella di bronzo nella partenza in linea e si è piazzata 9ª nella sprint e 4ª nella staffetta. Nella stagione 2006-2007 è stata 3ª nella Coppa del Mondo di partenza in linea e nella stagione 2007-2008 3ª nella Coppa del Mondo di individuale.

### Stagioni 2009-2014
Il 13 febbraio 2009 l'IBU ha annunciato la sua squalifica di due anni (assieme a quella dei compagni di nazionale Al'bina Achatova e Dmitrij Jarošenko) per doping: l'atleta era infatti risultata positiva all'EPO durante la tappa della Coppa del Mondo 2009 a Östersund. Dopo lo scadere della qualifica è tornata in Coppa del Mondo nella sprint di Presque Isle del 4 febbraio 2011, chiudendo al 22º posto, ma è stata nuovamente sospesa per doping il 28 gennaio 2014, in seguito alla positività all'EPO riscontrata nei controlli effettuati il 23 dicembre 2013 e il 1º gennaio 2014 e confermati nelle controanalisi del 27 febbraio 2014; il 21 dicembre 2014 è stata squalificata per otto anni, a decorrere dal 13 dicembre 2013.
Non è più tornata alle gare e, dopo la revoca di tutti i risultati della stagione 2013-2014 (aveva preso per l'ultima volta il via in Coppa del Mondo il 3 gennaio 2014 a Oberhof in sprint), il suo ultimo piazzamento convalidato è rimasto il 44º posto nella sprint di Coppa del Mondo disputata a Chanty-Mansijsk il 14 marzo 2013. Non ha preso parte a rassegne olimpiche.

## Palmarès

### Mondiali
- 3 medaglie:
  - 1 oro (individuale[1] a Östersund 2008)
  - 1 argento (inseguimento[1] a Östersund 2008)
  - 1 bronzo (partenza in linea[1] a Östersund 2008)

### Mondiali juniores
- 1 medaglia:
  - 1 argento (staffetta ad Alta Moriana 2004)

### Coppa del Mondo
- Miglior piazzamento in classifica generale: 6ª nel 2008
- 9 podi (6 individuali, 3 a squadre), oltre a quelli conquistati in sede iridata e validi anche ai fini della Coppa del Mondo:
  - 1 vittoria (individuale)
  - 5 secondi posti (3 individuali, 2 a squadre)
  - 3 terzi posti (2 individuali, 1 a squadre)

#### Coppa del Mondo - vittorie
| Data             | Località | Nazione  | Specialità |
| ---------------- | -------- | -------- | ---------- |
| 13 dicembre 2007 | Pokljuka | Slovenia | IN         |

Legenda:

IN = individuale